# Шукри Мухаммад Ганем
Шукри Мухаммад Ганем (араб. شكري محمد غانم‎;
9 октября 1942, Триполи — 29 апреля 2012, Вена) — ливийский экономист, профессор (1984), политический и государственный деятель, секретарь Высшего народного комитета Ливии с 14 июня 2003 по 5 марта 2006 г.

## Биография
В 1963 г. окончил университет Бенгази, получив степень бакалавра экономики. В 1963—1965 гг. возглавлял департамент Америки и Европы в министерстве экономики Ливии. В 1966—1968 гг. был заместителем редактора агентства ДЖАНА.
В 1968 г. вошёл в состав Совета Национальной нефтяной компании и до 1970 г. был директором по маркетингу и распространению. В 1970 г. возглавил совет управляющих ОПЕК, в течение 8 лет координировал работу экономического комитета ОПЕК. В 1970—1975 гг. — главный менеджер экономического отдела министерства нефти Ливии. В 1975 г. непродолжительное время исполнял обязанности министра нефти, затем по 1977 г. был советником министерства нефти.
В 1973 г. получил степень магистра экономики и кандидата экономических наук (Флетчер скул).
В 1977—1982 гг. — руководитель по экономике Арабского института развития. В 1982—1984 гг. участвовал в написании книги об ОПЕК в Школе африканских и восточных исследований Лондонского университета.
В 1984—1987 гг. возглавлял Центр экономических исследований — Национальный комитет научных исследований (Триполи).
С 1988 г. работал в секретариате ОПЕК в Вене, с декабря 2001 по июнь 2003 г. исполнял обязанности заместителя генерального секретаря ОПЕК. Одновременно в 1987—1993 гг. читал лекции по экономике в университете аль-Джебель аль-Гарби, Гарайан.
В 2003—2006 гг. — генеральный секретарь Высшего народного комитета (премьер-министр).
В 2006—2011 гг. — министр нефти Ливии. Был одним из самых высокопоставленных ливийских чиновников, отказавшихся подчиняться режиму Каддафи. В мае 2011 г. ему удалось сбежать из охваченной беспорядками Ливии в Тунис. В июне того же года, на пресс-конференции в Риме Ганем заявил о своей отставке и выходе из правительства страны.
Профессор экономики с 1984 г., участник многих региональных и международных конференций ООН, Лиги арабских стран, ОАЕ, ОПЕК.
Автор многих публикаций на арабском и английском языках о ливийской экономике («Ливийская экономика и нефть», «Международные экономические отношения»), научных статей.